# La sombra del vengador
La sombra del vengador (en francés: Mandrin, bandit gentilhomme, lit. 'Mandrin, caballero bandido') es una película de aventuras histórica franco-italiana de 1962 dirigida por Jean-Paul Le Chanois y protagonizada por Georges Rivière, Silvia Monfort, Jeanne Valérie y Dany Robin. Se basa en la vida del célebre contrabandista y bandolero Louis Mandrin, que operó durante el reinado de Luis XV.
Los decorados de la película fueron diseñados por el director de arte Anatol Radzinowicz. El rodaje en exteriores tuvo lugar en la ciudad de Zakopane, en el sur de Polonia, así como en el Château de Vigny, en las afueras de París.

## Argumento
Bajo el reinado de Luis XV, en 1750, Francia está constantemente en guerra y el pueblo, asfixiado por los impuestos, ama cada vez menos a su Luis el Bien Amado. El gobernador de Dauphiné, al llegar a Saint-Étienne-de-Saint-Geoirs, tiene que enfrentarse a los opositores al régimen que se han congregado en torno al tonelero Louis Mandrin. Éste se convierte en el justiciero que respeta a su rey pero no tolera la opresión de los pobres por medio de los impuestos. Debe alejarse de su prometida Antoinette, la hija del burgomaestre, cuando el ejército lo persigue. Se refugia en las montañas de Saboya y allí se convierte en contrabandista en beneficio de los más pobres. Es allí donde conoce a Romanichelle Myrtille y su padre, entrenadores de osos. Mandrin se enamora de Myrtille sin olvidar a Antoinette. Si bien su corazón no puede elegir entre las dos mujeres, no duda en entregarse cuando el pueblo rebelde lo reclama a la cabeza, y deja sus montañas protectoras y a Myrtille, a pesar de sus oscuros presentimientos.

## Reparto
- Georges Rivière como Louis Mandrin.
- Silvia Monfort como Myrtille.
- Jeanne Valérie como Antoinette.
- Georges Wilson como Belissard.
- Dany Robin como Baronesa d'Escourt.
- Maurice Baquet como Court-Toujours.[3]
- Jess Hahn como Bertrand le Braco.
- Armand Mestral como Sigismond de Moret.
- Albert Rémy como Grain de sel.
- André Versini como El marqués de Ulrich.
- Gil Baladou como el juglar.
- Tadeusz Bartosik como El gitano Marco.
- Leon Niemczyk como El traidor Grandville.
- Claude Carliez como aristócrata.
- Anatol Kobylinski como contrabandista.
- Jean-Paul Le Chanois como el confesor de la baronesa d'Escourt.
- Krzysztof Litwin como Herold.
- Artur Mlodnicki como Sargento.
- Leopold R. Nowak como contrabandista.
- Wladyslaw Pawlowicz como soldado.
- Georges Rouquier como Voltaire.